# Lionel Richie
Lionel Brockman Richie Jr. (Tuskegee, 20 de junho de 1949) é um cantor, compositor, produtor musical e personalidade televisiva norte-americano. Ele alcançou a fama na década de 1970 como compositor e co-vocalista do grupo da Motown Commodores; escrevendo e gravando os singles de sucesso "Easy", "Sail On", "Three Times a Lady" e "Still" com o grupo antes de sua saída. Em 1980, ele escreveu e produziu o single número um da Billboard Hot 100 dos EUA "Lady" para Kenny Rogers.
Em 1981, Richie escreveu e produziu o single "Endless Love", que ele gravou como um dueto com Diana Ross; ele permanece entre os 20 singles mais vendidos de todos os tempos e o maior sucesso da carreira de ambos os artistas. Em 1982, ele lançou oficialmente sua carreira solo com o álbum Lionel Richie, que vendeu mais de quatro milhões de cópias e gerou os singles  "You Are", "My Love" e o single número um "Truly".
O segundo álbum de Richie, Can't Slow Down (1983), alcançou o primeiro lugar na parada Billboard 200 dos EUA e vendeu mais de 20 milhões de cópias em todo o mundo, tornando-se um dos álbuns mais vendidos de todos os tempos; e gerou os singles número um "All Night Long (All Night)" e "Hello". Ele então co-escreveu o single de caridade de 1985 "We Are the World" com Michael Jackson, que vendeu mais de 20 milhões de cópias. Seu terceiro álbum, Dancing on the Ceiling (1986), gerou o single número um "Say You, Say Me" (do filme White Nights de 1985) e a faixa-título de sucesso n.º 2. De 1986 a 1996, Richie fez uma pausa nas gravações; desde então, ele lançou sete álbuns de estúdio. Ele se juntou à competição de canto American Idol para servir como jurado, a partir de sua décima sexta temporada (2018 até o presente).
Durante sua carreira solo, Richie se tornou um dos baladeiros de maior sucesso da década de 1980 e vendeu mais de cem milhões de discos em todo o mundo, tornando-se um dos artistas mais vendidos do mundo de todos os tempos. Ele ganhou quatro prêmios Grammy, incluindo Canção do Ano por "We Are the World" e Álbum do Ano por Can't Slow Down. "Endless Love" foi indicada ao Óscar; enquanto "Say You, Say Me" ganhou o Oscar e o Globo de Ouro de Melhor Canção Original. Em 2016, Richie recebeu a maior homenagem do Songwriters Hall of Fame, o Prêmio Johnny Mercer. Em 2022, ele recebeu o Prêmio Gershwin de Canção Popular pela Biblioteca do Congresso; bem como o American Music Awards Icon Award. Ele também foi introduzido na Calçada da Fama da Música Negra e do Entretenimento e no Rock and Roll Hall of Fame em 2022.

## Prêmios e honrarias
Richie ganhou quatro prêmios Grammy, incluindo Canção do Ano em 1985 por "We Are the World", que ele co-escreveu com Michael Jackson, Álbum do Ano em 1984 por Can't Slow Down, Produtor do Ano (Não Clássico) em 1984 e Melhor Performance Vocal Pop Masculina por Truly em 1982.
Richie foi a primeira pessoa a receber o prêmio de álbum de diamante da Recording Industry Association of America.
Richie foi indicado a dois prêmios Globo de Ouro e ganhou um. Em 1982, ele foi indicado para Melhor Canção Original pelo filme Endless Love. Em 1986, ele foi indicado e ganhou o prêmio de Melhor Canção Original pela canção "Say You, Say Me", apresentada no filme White Nights. Esta canção também ganhou o Óscar de Melhor Canção Original.

## Discografia

### Álbuns

#### Álbuns de estúdio
| Título                                                   | Detalhes                                                            | Posição nos rankings | Posição nos rankings | Posição nos rankings | Posição nos rankings | Posição nos rankings | Posição nos rankings | Posição nos rankings | Posição nos rankings | Posição nos rankings | Posição nos rankings | Posição nos rankings | Posição nos rankings | Prêmios                                                                                              |
| Título                                                   | Detalhes                                                            | US                   | US R&B               | AUS                  | CAN                  | GER                  | ITA                  | NLD                  | NZ                   | NOR                  | SWE                  | SWI                  | UK                   | Prêmios                                                                                              |
| -------------------------------------------------------- | ------------------------------------------------------------------- | -------------------- | -------------------- | -------------------- | -------------------- | -------------------- | -------------------- | -------------------- | -------------------- | -------------------- | -------------------- | -------------------- | -------------------- | --- |
| Lionel Richie                                            | - Data: October 6, 1982 - Selo: Motown - Formatos: LP, cassete, CD  | 3                    | 1                    | 18                   | 5                    | —                    | —                    | 21                   | 3                    | —                    | 41                   | —                    | 9                    | - US: 4× Platinum - CAN: 4× Platinum - UK: Platinum                                                  |
| Can't Slow Down                                          | - Data: October 11, 1983 - Selo: Motown - Formatos: LP, cassete, CD | 1                    | 1                    | 1                    | 1                    | 2                    | 9                    | 1                    | 1                    | 3                    | 2                    | 3                    | 1                    | - US: Diamond (10× Platinum) - CAN: Diamond (10× Platinum) - FRA: Gold - GER: Gold - UK: 3× Platinum |
| Dancing on the Ceiling                                   | - Data: July 15, 1986 - Selo: Motown - Formatos: LP, cassete, CD    | 1                    | 4                    | 2                    | 3                    | 5                    | 5                    | 2                    | 3                    | 1                    | 2                    | 2                    | 2                    | - US: 4× Platinum - CAN: 3× Platinum - FRA: 2× Gold - UK: 2× Platinum                                |
| Louder Than Words                                        | - Data: April 16, 1996 - Selol: Mercury - Formatos: CD, cassete     | 28                   | 15                   | 32                   | 25                   | 26                   | 12                   | 6                    | 31                   | 29                   | 21                   | 10                   | 11                   | - US: Gold - FRA: Gold - UK: Silver                                                                  |
| Time                                                     | - Data: June 23, 1998 - Selo: Mercury - Formato: CD, cassete        | 152                  | 77                   | —                    | —                    | 15                   | 30                   | 71                   | —                    | —                    | —                    | 9                    | 31                   | |
| Renaissance                                              | - Data: October 16, 2000 - Selo: Island - Formato: CD               | 62                   | 54                   | —                    | —                    | 3                    | 32                   | 10                   | —                    | 24                   | 45                   | 6                    | 6                    | - GER: Platinum - SWI: Gold - UK: Platinum                                                           |
| Just for You                                             | - Data: May 4, 2004 - Selo: Island - Formato: CD                    | 47                   | 22                   | 44                   | —                    | 10                   | —                    | 21                   | —                    | —                    | —                    | 8                    | 5                    | - UK: Gold                                                                                           |
| Coming Home                                              | - Data: September 12, 2006 - Selo: Island - Formato: CD             | 6                    | 3                    | —                    | —                    | 8                    | 26                   | 20                   | —                    | —                    | —                    | 9                    | 15                   | - US: Gold - UK: Gold                                                                                |
| Just Go                                                  | - Data: February 17, 2009 - Selo: Island - Formato: CD              | 24                   | 9                    | —                    | —                    | 9                    | 74                   | 22                   | —                    | —                    | —                    | 28                   | 10                   | - UK: Silver                                                                                         |
| Tuskegee                                                 | - Data: March 5, 2012 - Selo: Mercury Nashville - Formato: CD       | 1                    | —                    | 2                    | 1                    | 7                    | 52                   | 7                    | 6                    | 26                   | 10                   | 31                   | 7                    | - US: Platinum - AUS: Gold - CAN: Platinum                                                           |
| "—" denotes album that did not chart or was not released |                                                                     |                      |                      |                      |                      |                      |                      |                      |                      |                      |                      |                      |                      | |

#### Álbuns ao vivo
| Encore                                                   | - Released: November 26, 2002 - Label: Island - Format: CD   | — | —  | — | 23 | 28 | 16 | 10 | 8  | - SWI: Gold - UK: Platinum |
| Live in Paris / Live - His Greatest Hits and More        | - Released: September 24, 2007 - Label: Mercury - Format: CD | — | 54 | — | 39 | —  | —  | —  | 91 |                            |
| Symphonica in Rosso                                      | - Released: 2008 - Label: Universal Music - Format: CD       | — | —  | — | —  | 1  | —  | —  | —  |                            |
| "—" denotes album that did not chart or was not released |                                                              |   |    |   |    |    |    |    |    |                            |

#### Álbuns compilados
| Título                                                                      | Detalhes                                                                       | Posição nos rankings | Posição nos rankings | Posição nos rankings | Posição nos rankings | Posição nos rankings | Posição nos rankings | Posição nos rankings | Posição nos rankings | Posição nos rankings | Posição nos rankings | Posição nos rankings | Posição nos rankings | Prêmios                                                                                                   |
| Título                                                                      | Detalhes                                                                       | US                   | US R&B               | AUS                  | CAN                  | GER                  | ITA                  | NLD                  | NZ                   | NOR                  | SWE                  | SWI                  | UK                   | Prêmios                                                                                                   |
| --------------------------------------------------------------------------- | ------------------------------------------------------------------------------ | -------------------- | -------------------- | -------------------- | -------------------- | -------------------- | -------------------- | -------------------- | -------------------- | -------------------- | -------------------- | -------------------- | -------------------- | --- |
| Back to Front                                                               | - Released: May 5, 1992 - Label: Motown - Format: CD, LP, Cassette             | 19                   | 7                    | 1                    | 13                   | 2                    | 3                    | 1                    | 1                    | 2                    | 22                   | 3                    | 1                    | - US: Platinum - AUS: 2× Platinum - FRA: 3× Platinum - GER: Platinum - SWI: 2× Platinum - UK: 4× Platinum |
| Truly: The Love Songs                                                       | - Released: November 25, 1997 - Label: Motown - Format: CD                     | —                    | —                    | 74                   | —                    | 73                   | —                    | 22                   | 35                   | —                    | 8                    | 34                   | 5                    | - US: Gold - FRA: Gold - UK: Platinum                                                                     |
| The Definitive Collection                                                   | - Released: February 4, 2003 - Label: Universal Music TV / Motown - Format: CD | 19                   | 31                   | 16                   | —                    | 40                   | —                    | 23                   | 7                    | 4                    | 31                   | 45                   | 1                    | - US: Platinum - AUS: Gold - UK: 3x Platinum                                                              |
| 20th Century Masters - The Millennium Collection: The Best of Lionel Richie | - Released: October 7, 2003 - Label: Motown - Format: CD                       | 63                   | —                    | —                    | 30                   | —                    | —                    | —                    | —                    | —                    | —                    | —                    | —                    | |
| Gold                                                                        | - Released: January 10, 2006 - Label: Hip-O/Motown - Format: CD                | —                    | —                    | —                    | —                    | —                    | —                    | —                    | —                    | —                    | —                    | —                    | 147                  | |
| Soul Legends                                                                | - Released: July 25, 2006 - Label: Motown - Format: CD                         | —                    | —                    | —                    | —                    | —                    | —                    | —                    | —                    | —                    | —                    | —                    | —                    | |
| Sounds of the Season                                                        | - Released: December 4, 2006 - Label: Island - Format: CD                      | —                    | —                    | —                    | —                    | —                    | —                    | —                    | —                    | —                    | —                    | —                    | —                    | |
| The Best Collection                                                         | - Released: November 24, 2009 - Label: Universal Music - Format: CD            | —                    | —                    | —                    | —                    | —                    | —                    | —                    | —                    | —                    | —                    | —                    | —                    | |
| "—" denotes album that did not chart or was not released                    |                                                                                |                      |                      |                      |                      |                      |                      |                      |                      |                      |                      |                      |                      | |

### Canções
| 1981                                                                         | "Endless Love" (with Diana Ross)                | 1   | 1  | 1  | —  | —  | 1  | —  | —  | 10 | 7   | - US: Platinum - CAN: Platinum          | Endless Love (soundtrack) |
| 1982                                                                         | "Truly"                                         | 1   | 2  | 1  | —  | —  | 7  | —  | —  | —  | 6   | - US: Gold - CAN: Platinum - UK: Silver | Lionel Richie             |
| 1983                                                                         | "You Are"                                       | 4   | 2  | 1  | —  | —  | 17 | —  | —  | 29 | 43  |                                         | Lionel Richie             |
| 1983                                                                         | "My Love"                                       | 5   | 6  | 1  | —  | —  | 88 | —  | —  | —  | 70  |                                         | Lionel Richie             |
| 1983                                                                         | "All Night Long (All Night)"                    | 1   | 1  | 1  | 5  | —  | 1  | 2  | —  | 1  | 2   | - US: Gold - CAN: Platinum              | Can't Slow Down           |
| 1983                                                                         | "Running with the Night"                        | 7   | 6  | 6  | —  | —  | 24 | 33 | —  | 8  | 9   |                                         | Can't Slow Down           |
| 1984                                                                         | "Hello"                                         | 1   | 1  | 1  | —  | —  | 1  | 2  | —  | 1  | 1   | - US: Gold - UK: Gold                   | Can't Slow Down           |
| 1984                                                                         | "Stuck on You"                                  | 3   | 8  | 1  | —  | 24 | 24 | 45 | —  | 18 | 12  |                                         | Can't Slow Down           |
| 1984                                                                         | "Penny Lover"                                   | 8   | 8  | 1  | —  | —  | 73 | 37 | —  | 14 | 18  |                                         | Can't Slow Down           |
| 1985                                                                         | "Say You, Say Me"                               | 1   | 1  | 1  | —  | —  | 3  | 12 | 25 | 1  | 8   | - US: Gold - CAN: Platinum              | Dancing On the Ceiling    |
| 1986                                                                         | "Dancing on the Ceiling"                        | 2   | 6  | 3  | —  | —  | 2  | 13 | —  | 8  | 7   | - CAN: Gold                             | Dancing On the Ceiling    |
| 1986                                                                         | "Love Will Conquer All"                         | 9   | 2  | 1  | —  | —  | 71 | —  | —  | 24 | 45  |                                         | Dancing On the Ceiling    |
| 1986                                                                         | "Ballerina Girl"                                | 7   | 5  | 1  | —  | —  | 43 | 66 | —  | 39 | 17  |                                         | Dancing On the Ceiling    |
| 1987                                                                         | "Deep River Woman" (with Alabama)               | 71  | —  | 28 | —  | 10 | —  | —  | —  | —  | —   |                                         | Dancing On the Ceiling    |
| 1987                                                                         | "Se La"                                         | 20  | 12 | 5  | —  | —  | —  | 41 | —  | 12 | 43  |                                         | Dancing On the Ceiling    |
| 1992                                                                         | "Do It to Me"                                   | 21  | 1  | 3  | —  | —  | 45 | 26 | —  | 12 | 33  |                                         | Back to Front             |
| 1992                                                                         | "My Destiny"                                    | —   | 56 | 7  | —  | —  | —  | 23 | —  | 1  | 7   |                                         | Back to Front             |
| 1992                                                                         | "Love, Oh Love"                                 | —   | —  | —  | —  | —  | —  | 71 | —  | 15 | 52  |                                         | Back to Front             |
| 1996                                                                         | "Don't Wanna Lose You"                          | 39  | 17 | 5  | —  | —  | 53 | 66 | —  | 28 | 17  |                                         | Louder Than Words         |
| 1996                                                                         | "Ordinary Girl"[C]                              | 101 | 76 | 9  | —  | —  | —  | —  | —  | —  | 147 |                                         | Louder Than Words         |
| 1996                                                                         | "Still in Love"                                 | —   | —  | 10 | —  | —  | —  | —  | —  | —  | 66  |                                         | Louder Than Words         |
| 1996                                                                         | "Climbing"                                      | —   | —  | —  | —  | —  | —  | —  | —  | 45 | —   |                                         | Louder Than Words         |
| 1998                                                                         | "Time"                                          | —   | —  | 7  | —  | —  | —  | —  | —  | —  | —   |                                         | Time                      |
| 1998                                                                         | "I Hear Your Voice"                             | —   | —  | 15 | —  | —  | —  | —  | —  | —  | —   |                                         | Time                      |
| 1998                                                                         | "Closest Thing to Heaven"                       | —   | —  | —  | —  | —  | —  | 99 | —  | 98 | 26  |                                         | Time                      |
| 2000                                                                         | "Angel"                                         | 70  | —  | 4  | 32 | —  | —  | 9  | —  | 6  | 18  |                                         | Renaissance               |
| 2000                                                                         | "Don't Stop the Music"                          | —   | —  | —  | —  | —  | —  | 68 | —  | 73 | 34  |                                         | Renaissance               |
| 2001                                                                         | "Tender Heart"                                  | —   | —  | —  | —  | —  | —  | —  | —  | —  | 29  |                                         | Renaissance               |
| 2001                                                                         | "I Forgot"                                      | —   | —  | —  | —  | —  | —  | —  | —  | —  | 34  |                                         | Renaissance               |
| 2001                                                                         | "Cinderella"                                    | —   | —  | —  | —  | —  | —  | 74 | —  | 82 | —   |                                         | Renaissance               |
| 2001                                                                         | "The One" (with Juliette)                       | —   | —  | —  | —  | —  | —  | —  | —  | —  | —   |                                         | Non-album single          |
| 2003                                                                         | "To Love a Woman" (with Enrique Iglesias)       | —   | —  | —  | —  | —  | —  | 52 | —  | —  | 19  |                                         | Encore                    |
| 2004                                                                         | "Just for You"                                  | 92  | —  | 6  | 14 | —  | —  | 24 | —  | 47 | 20  |                                         | Just for You              |
| 2004                                                                         | "Long Long Way to Go"                           | —   | —  | 20 | —  | —  | —  | 54 | —  | 93 | —   |                                         | Just for You              |
| 2004                                                                         | "I Still Believe"                               | —   | —  | —  | —  | —  | —  | —  | —  | —  | —   |                                         | Just for You              |
| 2006                                                                         | "I Call It Love"                                | 62  | 19 | 9  | 10 | —  | —  | 29 | —  | 93 | 45  |                                         | Coming Home               |
| 2006                                                                         | "What You Are"                                  | —   | 57 | —  | —  | —  | —  | —  | —  | —  | —   |                                         | Coming Home               |
| 2006                                                                         | "Why"                                           | —   | —  | —  | —  | —  | —  | —  | —  | —  | 143 |                                         | Coming Home               |
| 2007                                                                         | "Reason to Believe"                             | —   | —  | —  | —  | —  | —  | 76 | —  | —  | —   |                                         | Coming Home               |
| 2007                                                                         | "All Around the World"                          | —   | —  | —  | 6  | —  | —  | —  | —  | —  | —   |                                         | Coming Home               |
| 2008                                                                         | "Face in the Crowd" (with Trijntje Oosterhuis)  | —   | —  | —  | —  | —  | —  | —  | —  | 3  | —   |                                         | Just Go                   |
| 2008                                                                         | "Good Morning"                                  | —   | —  | —  | —  | —  | —  | 67 | —  | —  | —   |                                         | Just Go                   |
| 2009                                                                         | "Just Go"                                       | —   | —  | 11 | 18 | —  | —  | —  | 97 | —  | 52  |                                         | Just Go                   |
| 2009                                                                         | "I'm Not Okay"                                  | —   | —  | —  | —  | —  | —  | —  | —  | —  | —   |                                         | Just Go                   |
| 2011                                                                         | "All Night Long 2011" (featuring Guy Sebastian) | —   | —  | —  | —  | —  | 26 | —  | —  | —  | —   |                                         | Non-album single          |
| 2012                                                                         | "Endless Love" (with Shania Twain)[C]           | 116 | —  | 12 | —  | —  | —  | —  | —  | —  | —   |                                         | Tuskegee                  |
| 2012                                                                         | "Say You, Say Me" (with Rasmus Seebach)         | —   | —  | —  | —  | —  | —  | —  | —  | —  | —   |                                         | Tuskegee                  |
| "—" denotes releases that did not chart or were not released to that country |                                                 |     |    |    |    |    |    |    |    |    |     |                                         |                           |

### Outras músicas
| Ano  | Canção                                    | Posição    | Album    |
| Ano  | Canção                                    | US Country | Album    |
| ---- | ----------------------------------------- | ---------- | -------- |
| 2012 | "Deep River Woman" (with Little Big Town) | 60         | Tuskegee |